# Basiliek van het H. Sacrament
De Basiliek van het Heilig Sacrament, Sint-Bartholomeusbasiliek of Basiliek van Meerssen is een rooms-katholiek kerkgebouw in het Nederlands-Limburgse Meerssen. De parochiekerk is gewijd aan het Heilig Sacrament en aan de apostel Bartolomeüs en werd op 16 juni 1938 door paus Pius XI verheven tot basilica minor. De kerk is een voorbeeld van rijpe Maasgotiek en geldt als het hoogtepunt van deze stijl in Nederland. Het gebouw is sinds 1967 een rijksmonument.

## Geschiedenis
Meerssen zou al in de vroege middeleeuwen een palts hebben bezeten. Hier verbleef een deel van de delegaties die in 870 het Verdrag van Meerssen sloten. De paltskapel bevond zich op de plaats van de huidige basiliek. In 968 schonk koningin Gerberga van West-Francië de palts aan de benedictijner monniken van Reims, die er een proosdij vestigden. Kort na 1100 werd de kerk verbouwd tot een romaanse kerk. In deze kerk zou in 1222 het sacramentswonder hebben plaatsgevonden. Tijdens de consecratie ontdekte de dienstdoende priester dat hij vergeten was water en wijn in de kelk te doen. Bij het breken van de hostie stroomde hieruit water en bloed dat werd opgevangen in de kelk. De kelk met het bloed werd tentoongesteld aan de vele bedevaartgangers die vanaf dat moment de kerk bezochten. De kerk moest worden vergroot ten behoeve van de stroom pelgrims en omstreeks 1318 werd een gotisch schip gebouwd van drie traveeën. 

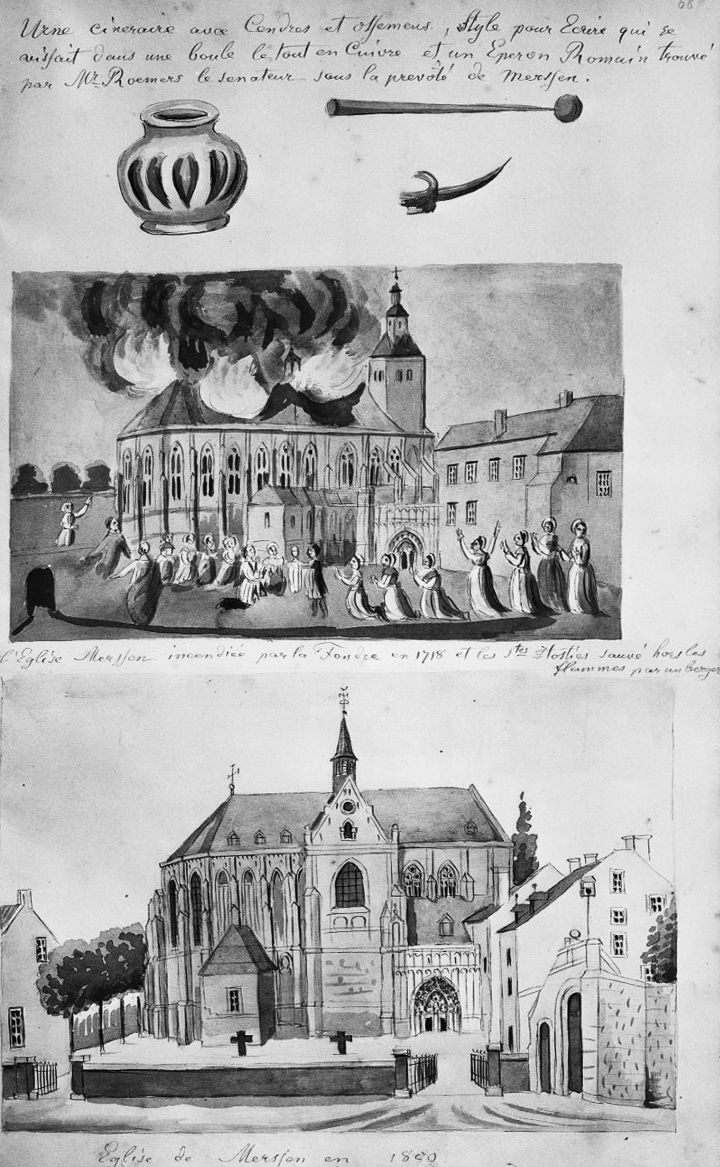
Tekeningen Ph. van Gulpen, 1850

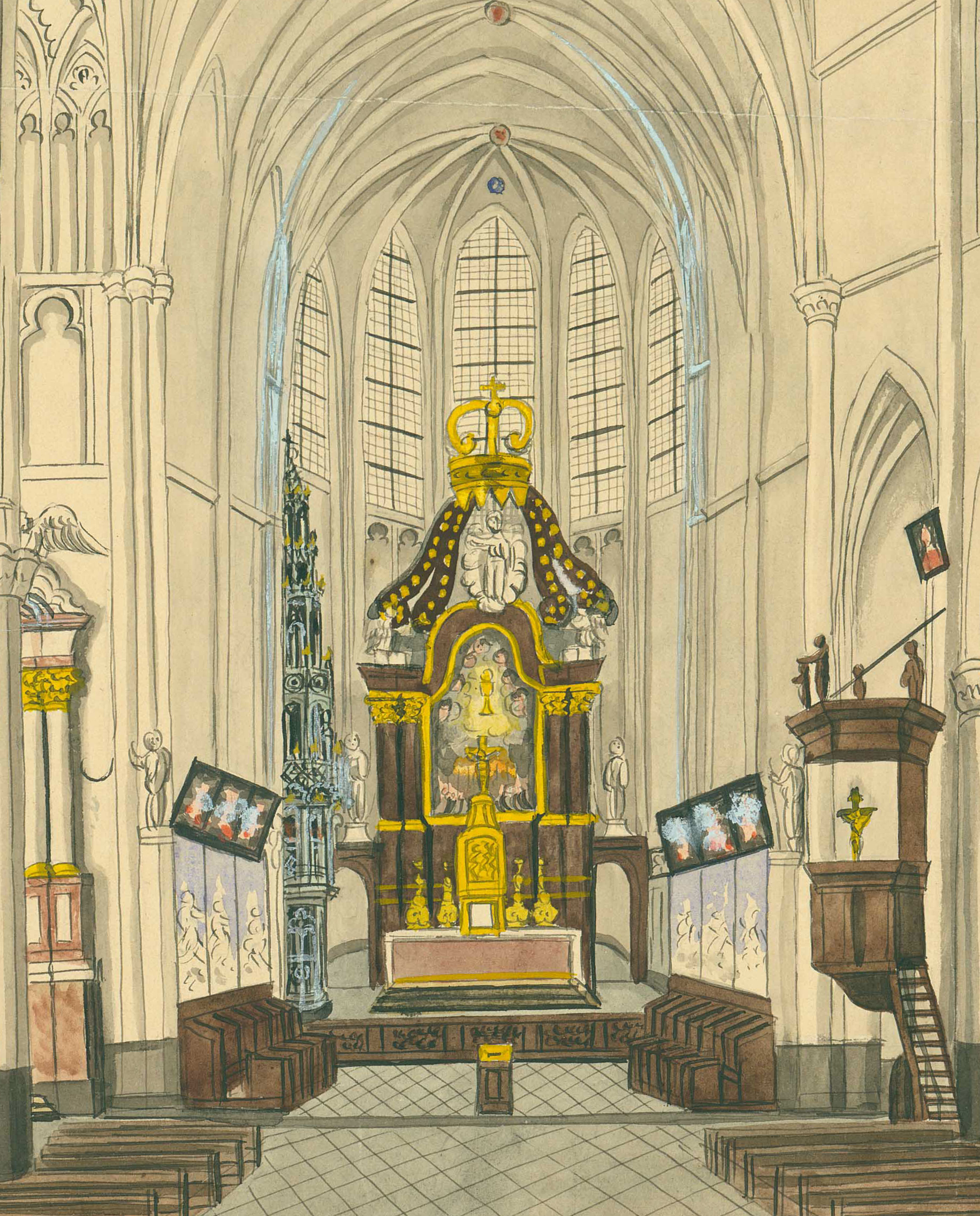
Barokinterieur, Ph. van Gulpen, 1839

Bij een volgende bouwcampagne van 1334 tot aan het einde van die eeuw, onder leiding van proost Jean de Beaufort, ontstonden het gotisch koor en dwarsschip. Koor en schip werden gescheiden door een muur, waarbij het koor bedoeld was voor de monniken en het schip voor de parochianen. In 1465 werd de kerk door huurlingen van de heer van Borgharen in brand gestoken, waarbij zich een tweede sacramentswonder voltrok. Een jonge boer uit het gehucht Raar zag, terwijl hij aan het ploegen was, de brand, snelde naar de kerk en haalde de hostie ongeschonden uit het vuur. Toen hij terugkwam op het land bleek dat een engel de akker had geploegd. Bij de herbouw van de kerk na deze brand werden de luchtbogen toegevoegd en verrees het rijke, laatgotische noordportaal, bedoeld om de relikwieën van het Heilig Sacrament te tonen.

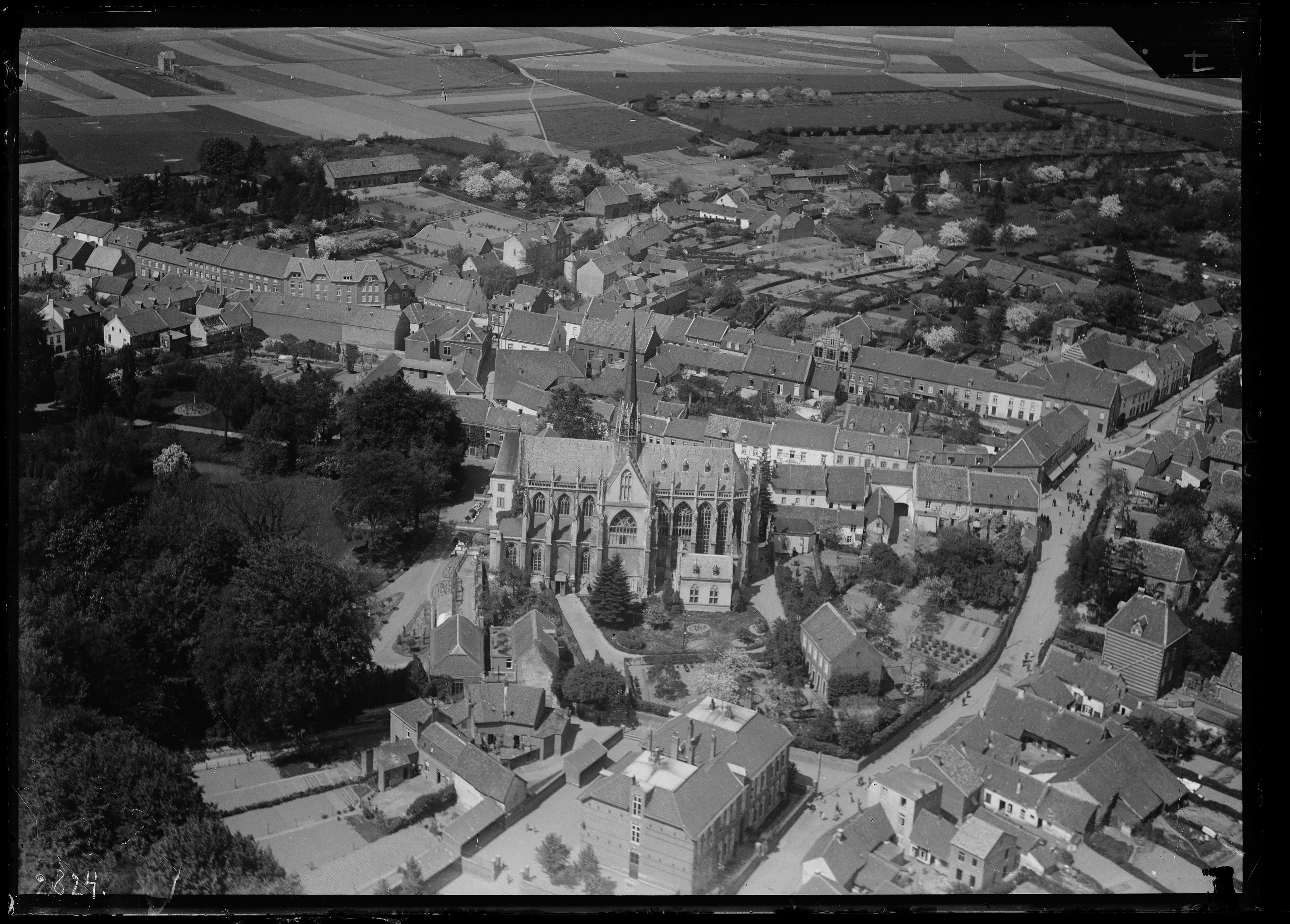
Luchtfoto (periode 1920-1940).

Omstreeks 1500 werd de sacramentstoren gebouwd om de Heilige Eucharistie en de relieken van het eerste wonder in te bewaren. In 1574 werd de westtoren door Staatse troepen in brand gestoken. De restanten ervan stortten bij een storm in 1649 in. De proosdij ging in 1612 over aan de augustijner monniken van Eaucourt. In 1633 werd Meerssen Staats gebied en werd de kerk, na vergeefs protest van de Proost, in 1663 bij aparte resolutie een simultaankerk voor katholieken en protestanten. De kerk werd in 1749 opnieuw zwaar beschadigd door een storm. Bij de herstelwerkzaamheden kon de toren wegens geldgebrek van de gemeente Meerssen niet worden herbouwd.
Na de komst van de Fransen werd de proosdij in 1795 opgeheven en was de kerk van 1798 tot 1802 gesloten. Daarop werd de kerk parochiekerk, waarna het verhoogde priesterkoor werd verlaagd en de muur tussen schip en koor gesloopt. In 1836 kregen de Meerssense protestanten hun eigen kerk, het Leopoldskerkje, waarmee een einde kwam aan het simultaneum. In 1879-'82 werd de kerk ingrijpend gerestaureerd, waarbij onder andere de neogotische dakruiter op de viering werd geplaatst en de kruisribgewelven in het interieur werden vernieuwd. Bij de restauratie van het koor in 1895-1901 werden de verdwenen venstertraceringen opnieuw aangebracht, evenals de balustraden met pinakels langs de dakrand. In 1910-'12 werd het noordportaal gerestaureerd. Bij een volgende restauratie in 1936-'38 werd het schip door architect Jos Cuypers aan de westzijde met drie traveeën verlengd en werd de neogotische dakruiter vervangen door een soberder variant. Een restauratie van het exterieur vond plaats in 1986-'88. Hierbij werden onder andere een deel van de pinakels vernieuwd. De laatste restauratie aan de glas-in-loodramen en sacramentstoren was in 2012-'15.
Beide sacramentswonderen worden jaarlijks tijdens het Octaaf van Meerssen herdacht. De opening hiervan valt op de donderdag na Drievuldigheidszondag, waarna er acht dagen lang processies vanuit verschillende parochies van het voormalige dekenaat naar de basiliek trekken. De processie op Sacramentszondag trekt afwisselend door Meerssen of naar Raar. In 2022 produceerde het mediabedrijf Orange Media een documentaire over de viering van het Octaaf. Deze documentaire werd onder andere uitgezonden door de regionale omroep L1 in 2023.

## Beschrijving

### Exterieur
De basiliek van Meerssen bestaat uit een schip van drie gotische en drie neogotische traveeën, een 14e-eeuws transept en een even oud koor. De tegen de zuidzijde van het koor gebouwde neogotische sacristie dateert uit 1878. Er tegenaan staan enkele hardstenen grafkruisen uit de 17e eeuw. Aan de noordoostzijde van de kerk staat de opvallend neogotische grafkapel van de Maastrichtse fabrikantenfamilie Regout uit 1869.

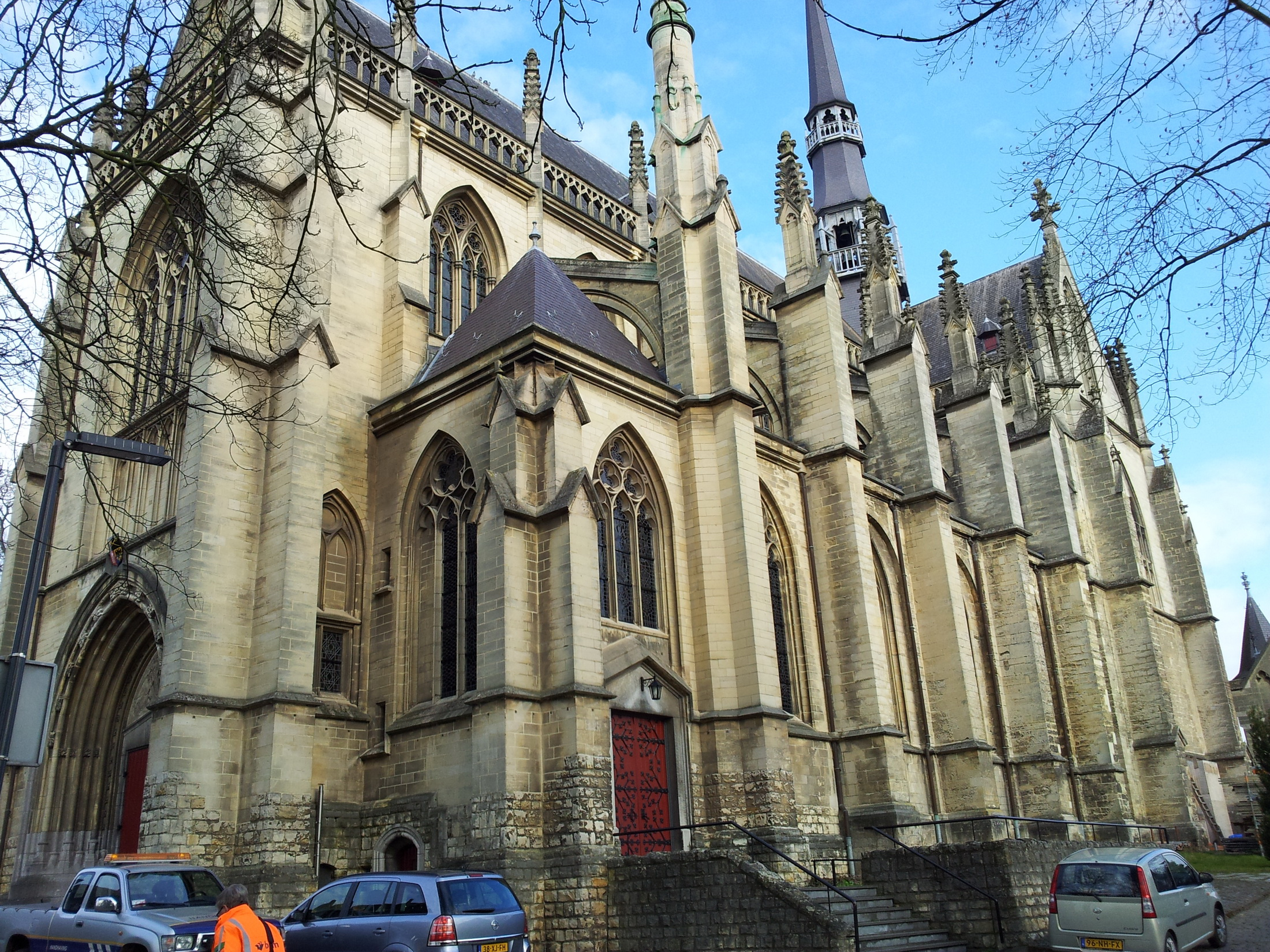
Zuidbeuk
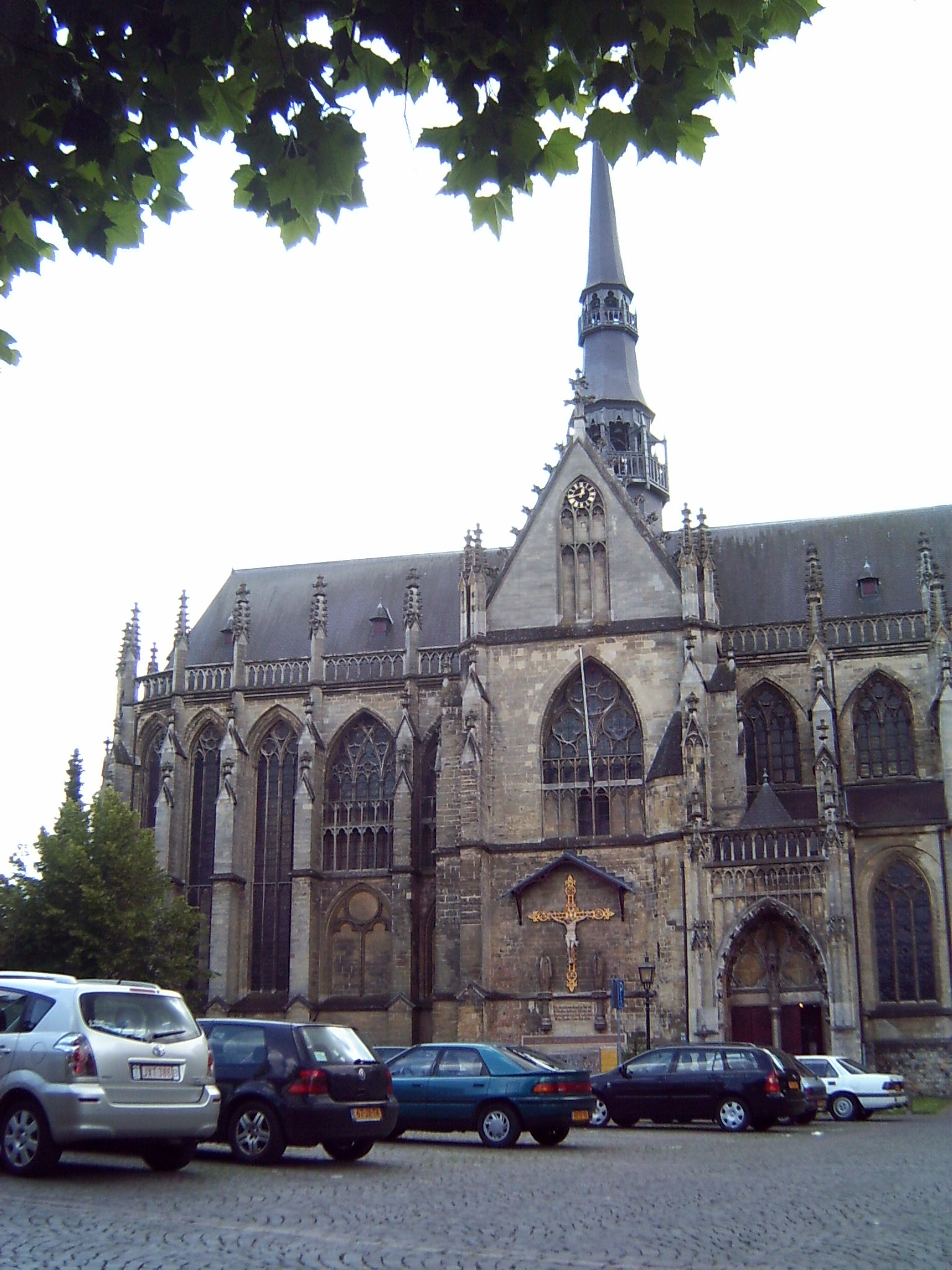
Koor en noordertransept
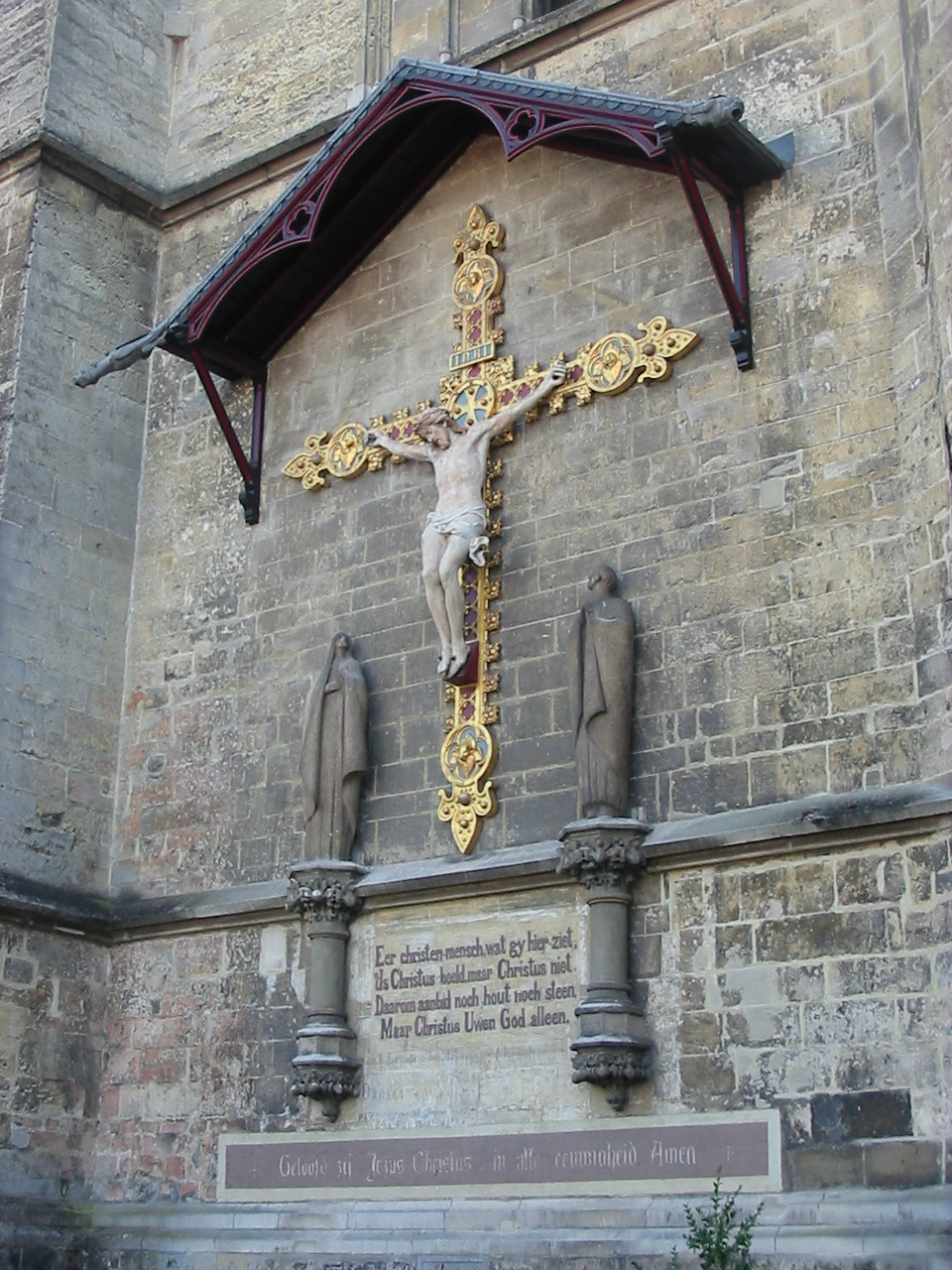
Calvariegroep bij de ingang
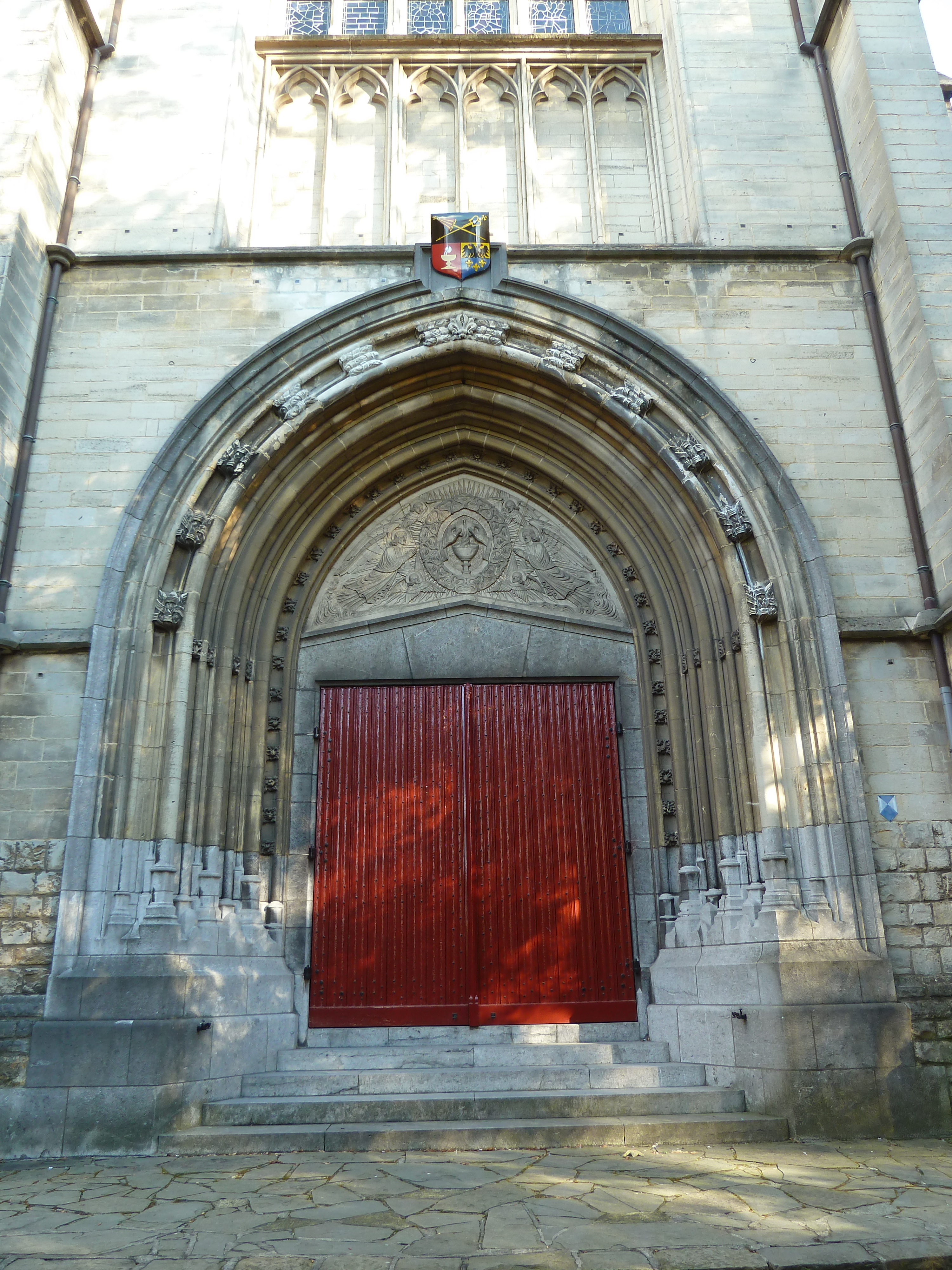
Hoofdportaal westgevel

### Interieur
Vrijwel het gehele interieur van de kerk is ontworpen door Pierre Cuypers. Het hoofdaltaar is uit 1897, de communiebank uit 1898 en een groot Heilig Hartbeeld van Italiaans marmer uit 1910. De preekstoel uit 1911 is een ontwerp van Johannes Kayser. Alle genoemde kerkmeubelen en een aantal beelden zijn vervaardigd in het atelier van J.W. Ramakers en Zonen te Geleen. De glas-in-loodramen dateren meest uit de late 19e eeuw en werden gemaakt in het atelier F. Nicolas en Zonen; in de jaren 1950 ontwierp Jos ten Horn een serie ramen voor de kerk welke gemaakt zijn door atelier Mesterom, Charles Eyck maakte in 1958 het raam op het oksaal.
Op een neogotisch triomfbalk uit 1905 staat een 16e-eeuwse calvariegroep. Verder staat op een zijaltaar een laatgotisch beeld van de Heilige Barbara uit omstreeks 1500. Zeer bijzonder is de laatgotische, mergelstenen sacramentstoren (theoteca) ter zijde van het priesterkoor. Van het zwaar gerestaureerde beeldhouwwerk zijn slechts de groepen van de mannaregen, het laatste avondmaal en de offerande van Melchisedek oorspronkelijk 16e-eeuws. De restauratie vond plaats door genoemde firma Ramakers. Pierre Cuypers liet een gipsen replica van het sacramentshuis maken, dat vele jaren te zien was in het Rijksmuseum in Amsterdam.

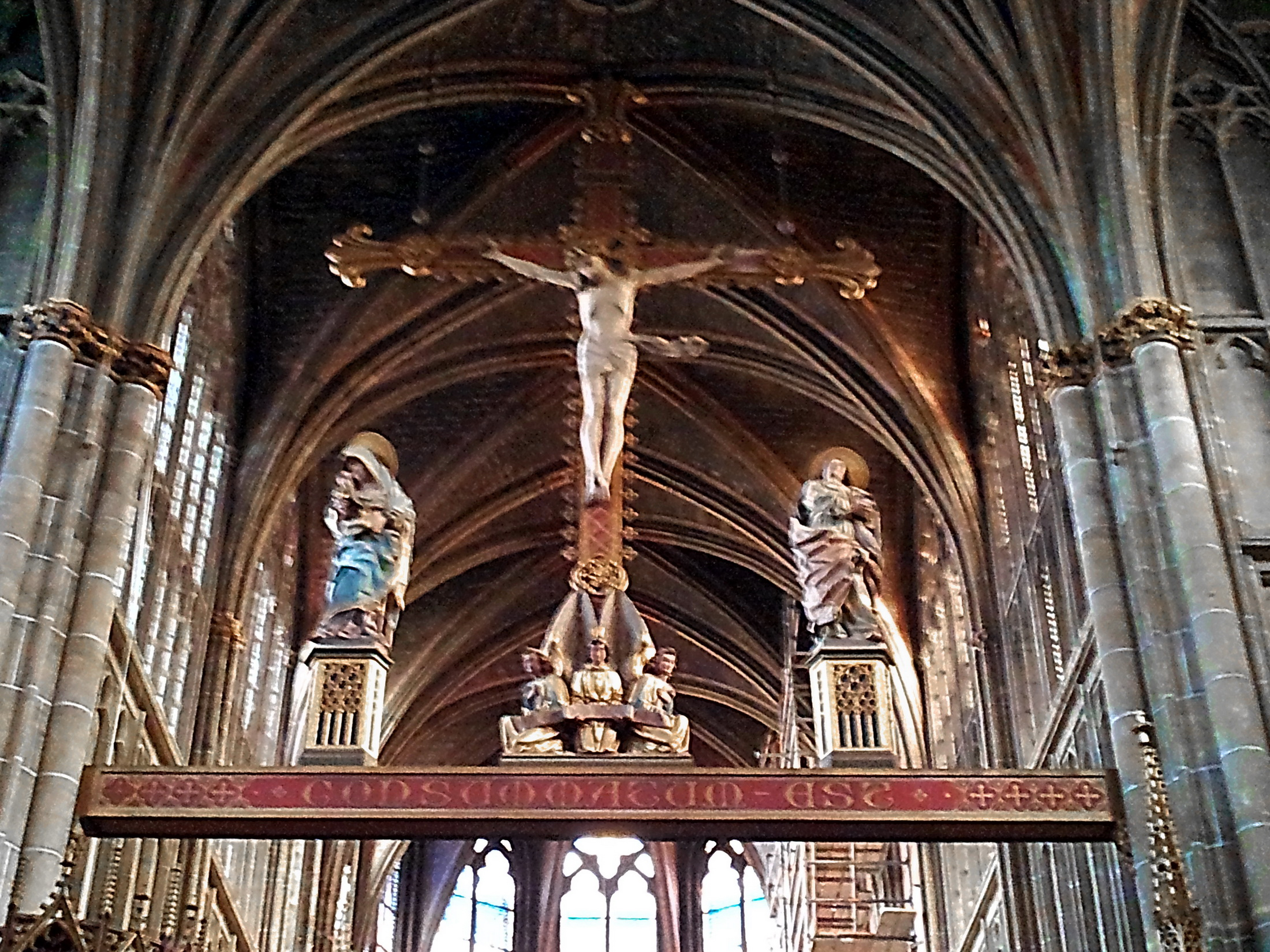
16e-eeuwse calvariegroep
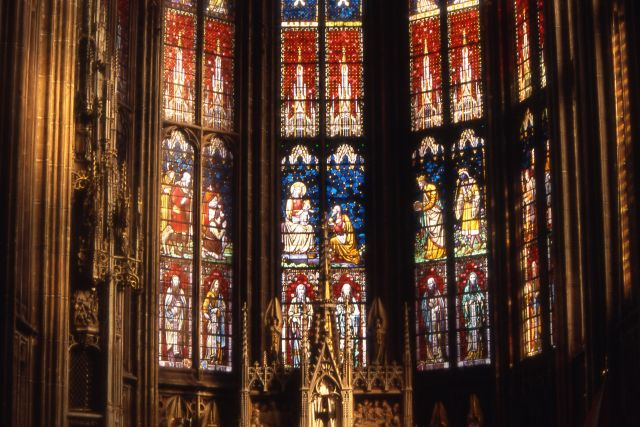
Glas-in-loodramen koor
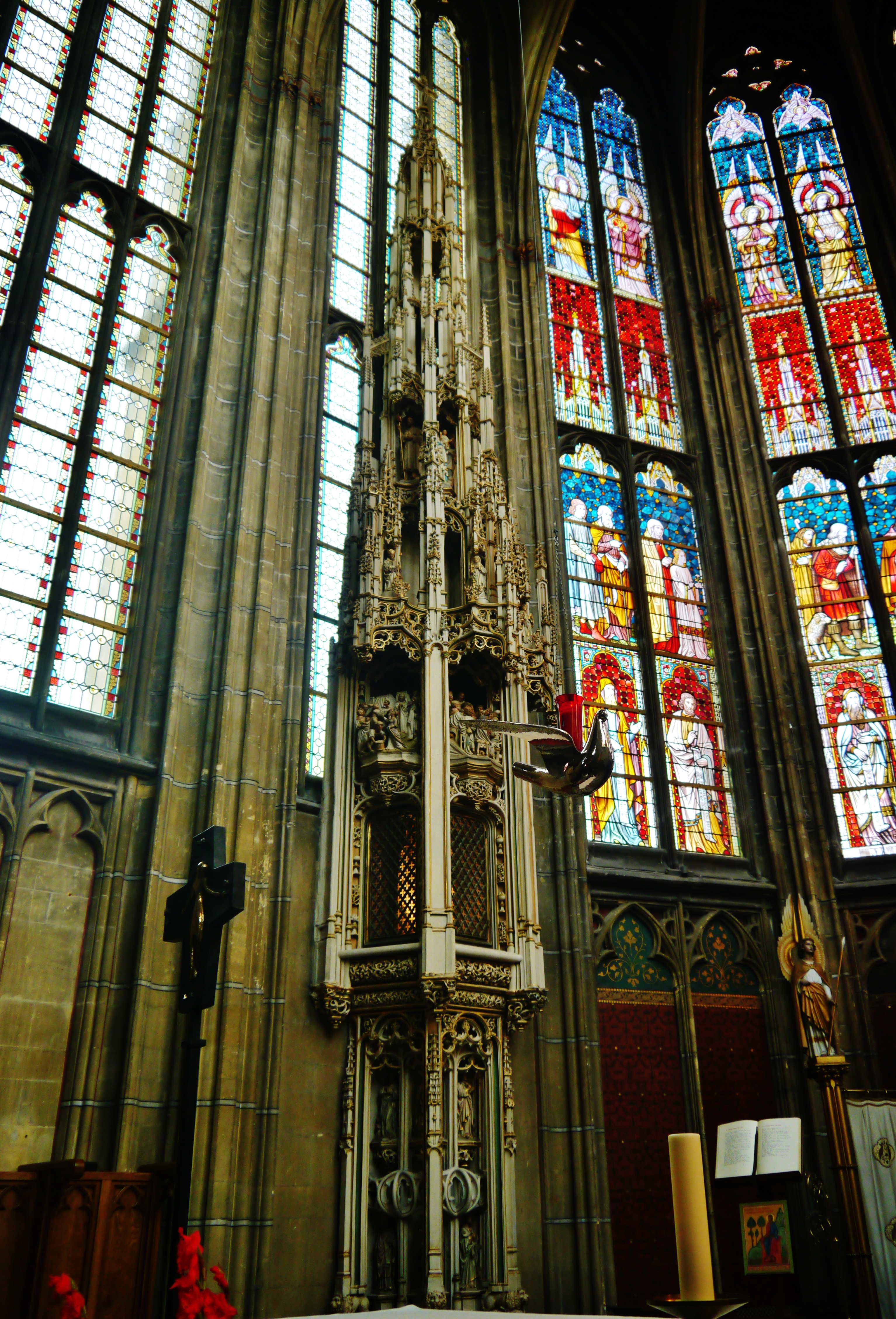
Koor met sacramentstoren
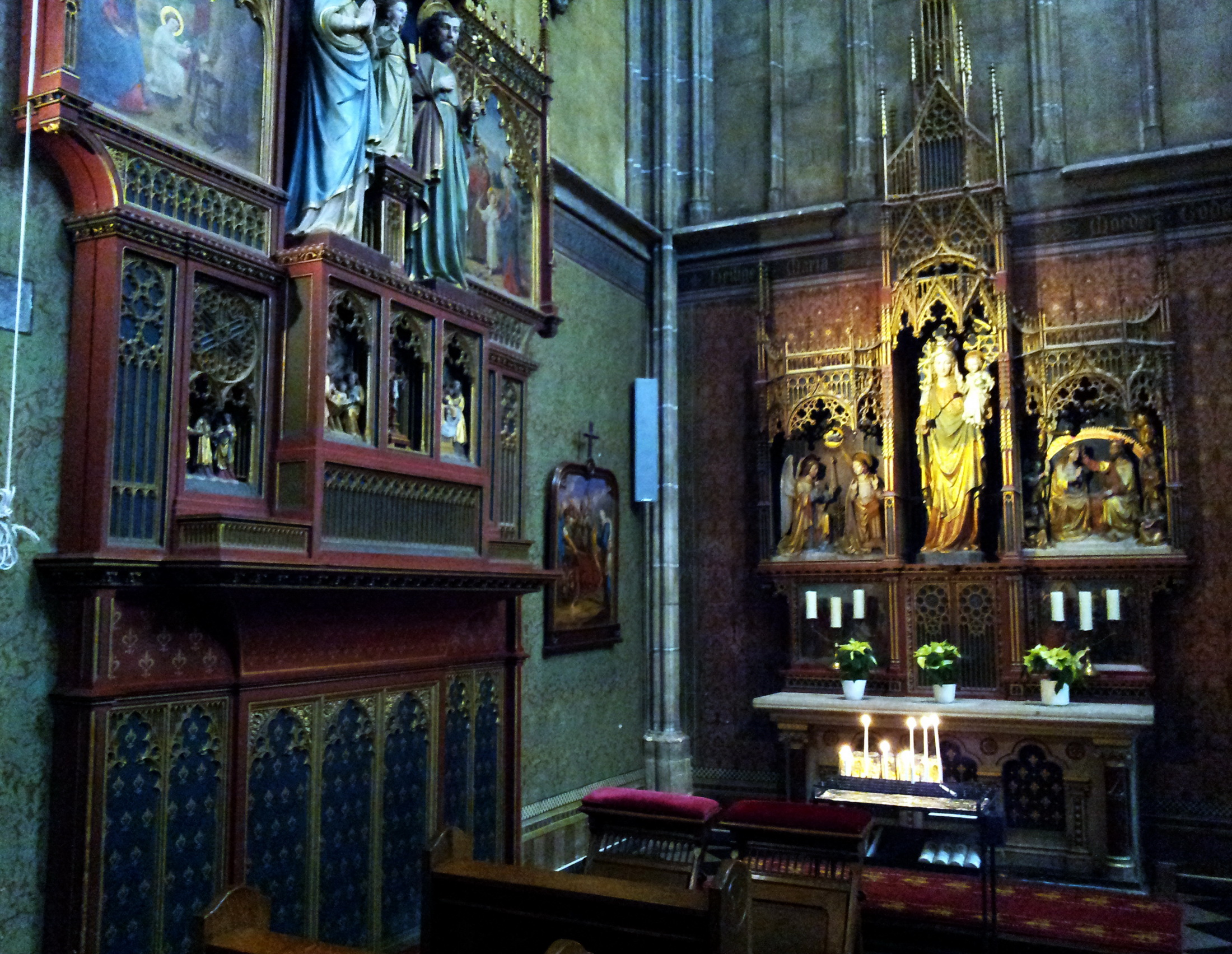
Neogotische zijaltaren

### Orgels van de basiliek
Reeds in de 16e eeuw is er sprake van een orgel in de Meerssense kerk. Toen de kerk in 1804 werd heringericht werd het orgel verplaatst van de kruisbalk naar de westzijde van de kerk. In 1869 waren er plannen om het instrument uit te breiden met een positief en vrij pedaal door Pereboom & Leijser. Deze plannen zijn niet gerealiseerd. Bij de verlenging van de kerk in 1938 werd het oude, historische orgel afgebroken. Het pijpwerk van het oude orgel werd, met uitzondering van de trompette, gebruikt in het nieuwe tweeklaviers elektro-pneumatische orgel van de familie Vermeulen. In 1980 werd het oude pijpwerk wederom gebruikt bij de bouw van het koororgel. Heinz Wilbrand-Orgelbau uit Übach-Palenberg bouwde dit instrument. De opzet van dit koororgel is grotendeels gelijk aan die van het oude instrument van 1938: een eenklaviers mechanisch instrument. Het oude pijpwerk is in 1980 gerestaureerd en het ontbrekende pijpwerk is bijgemaakt. Het orgel is verrijdbaar: het is gebouwd op een stalen chassis, waaronder een groot aantal gelagerde wielen, zodat het, ondanks het gewicht van 2000 kg, toch makkelijk verplaatsbaar is. In het front is de deur en het houtwerk van een oude biechtstoel (ca. 1700) verwerkt.
In 1990 werd het Vermeulenorgel afgebroken en op 25 oktober 1991 werd het grote Wilbrandorgel in gebruik genomen. Als uitgangspunt diende het 19e-eeuwse orgel, dat men enkele jaren tevoren gekocht had in Newton Abbot, gebouwd door Forster & Andrews. Het werd een vierklaviers mechanisch instrument. Het front van het Engelse orgel werd uitgebreid met pedaaltorens, zodanig dat het harmonieerde met de gotische lijnen van het kerkgebouw. 11 Engelse registers werden hergebruikt, terwijl ook 8 stemmen uit het Vermeulenorgel van 1938 werden opgenomen in het orgel. Het orgel bestaat uit 'hoofdwerk', 'rugwerk', 'zwelwerk' en 'pedaal'. Het 'bombardewerk' is nog niet gerealiseerd.

### Luidklokken en carillon
In de dakruiter bevinden zich twee klokkenzolders. In 1944 werden de luidklokken en het nieuwe carillon door de Duitse bezetter geroofd. Na de bevrijding zijn drie nieuwe luidklokken en 29 carillonklokken geïnstalleerd. In 2007 is een met de hand bedienbare luidklok aangebracht en is het carillon met 5 klokjes uitgebreid tot 34 stuks (2 octaven).